# Nikodem Sulik
Nikodem Sulik-Sarnowski (ur. 15 sierpnia 1893 w Kamiennej Starej, zm. 14 stycznia 1954 w Londynie) – generał brygady Wojska Polskiego, dwukrotny kawaler Orderu Virtuti Militari.

## Życiorys
Syn Jana i Katarzyny z domu Skoczkówna. Ukończył w 1915 roku gimnazjum św. Katarzyny w Petersburgu. 
Został wcielony do armii rosyjskiej i skierowany do szkoły oficerskiej, którą ukończył 1 października 1915 roku, z mianowaniem na stopień chorążego. Do kwietnia 1918 roku walczył na froncie. 

Od czerwca 1918 roku działał w Samoobronie Grodzieńskiej. Od 25 stycznia 1919 do 16 maja 1922 roku dowodził kompanią w Białostockim Pułku Strzelców, który wchodził w skład 1. Dywizji Litewsko-Białoruskiej, a po jej reorganizacji – IV Brygady 2 Dywizji Litewsko-Białoruskiej. Wraz z macierzystym pułkiem walczył na wojnie z bolszewikami oraz wziął udział w buncie Żeligowskiego i zajęciu Wilna we wrześniu 1920. Po zakończeniu walk otrzymał awans na stopień porucznika, a także został uhonorowany Krzyżem Srebrnym Orderu Wojskowego Virtuti Militari. 10 grudnia 1920 we wniosku o nadanie tego odznaczenia kpt. Turkowski, napisał:

W myśl dyspozycji doszedł do stanowiska artylerii nieprzyjacielskiej. Dostawszy się zaś pod ogień karabinów maszynowych osłony artylerii, następnie ognia kartaczowego, tak dzielnie pokierował kompanią, że wyprowadził ją przy bardzo małych stratach, unosząc wszystkich rannych, dowodząc kompanią ciężko ranny w nogę i szyję. Skupił na sobie ogień nieprzyjaciela i ułatwił tem samem wykonanie zadania bojowego innej grupie atakującej z frontu wieś Lesatowszczyznę.

Od 16 marca do 27 czerwca 1921 roku pełnił obowiązki adiutanta XL Brygady Piechoty dowodzonej przez płk. Stefana Pasławskiego. Od września 1922 roku był oficerem sztabu dowódcy piechoty dywizyjnej 29 Dywizji Piechoty w Grodnie. Pełniąc obowiązki na tym stanowisku pozostawał oficerem nadetatowym 41 pułku piechoty. Z dniem 18 października 1924 roku został przesunięty na stanowisko I oficera sztabu 29 DP. Od września 1926 roku do września 1927 roku był dowódcą kompanii w 76 pułku piechoty.
Od września 1927 roku do lutego 1929 roku był komendantem Centralnej Szkoły Straży Granicznej. Od lutego 1929 roku do marca 1932 roku był kierownikiem Okręgowego Urzędu Wychowania Fizycznego i Przysposobienia Wojskowego w Toruniu. Od marca 1932 roku do lipca 1933 roku był dowódcą II batalionu 65 pułku piechoty detaszowanego w Gniewie.
Od lipca 1933 roku do maja 1935 roku był dowódcą batalionu KOP „Dederkały”. Od maja 1935 roku do kwietnia 1937 roku był dowódcą batalionu KOP „Stołpce”, od kwietnia do października 1937 roku był zastępcą dowódcy pułku KOP „Baranowicze”. Od października 1937 roku do września 1939 roku był dowódcą batalionu fortecznego KOP „Sarny”, a następnie pułku KOP „Sarny”.
Od 17 września 1939, po agresji ZSRR na Polskę, dowodził zaciętymi walkami pozycyjnymi i odwrotowymi pułku KOP „Sarny” z atakującą Armią Czerwoną, w składzie zgrupowania Korpusu Obrony Pogranicza gen. Wilhelma Orlik-Rückemanna. Po bitwie pod Kockiem nie poszedł do niewoli, lecz rozpoczął działalność konspiracyjną.
W listopadzie 1939 mianowany został zastępcą płk Janusza Gaładyka, komendanta Okręgu SZP w Wilnie. W grudniu tego roku wyznaczony został na stanowisko komendanta Okręgu Wilno Związku Walki Zbrojnej. W konspiracji działał pod pseudonimami „Ładyna”, „Jodko”, „Jod”, „Karol”, „Sarnowski”. 13 kwietnia 1941 r. został aresztowany przez NKWD. Więziony do sierpnia 1941 r. Uwolniony w wyniku układu Sikorski-Majski wstąpił do tworzonych w ZSRR oddziałów Polskich Sił Zbrojnych w ZSRR (Armii Andersa).

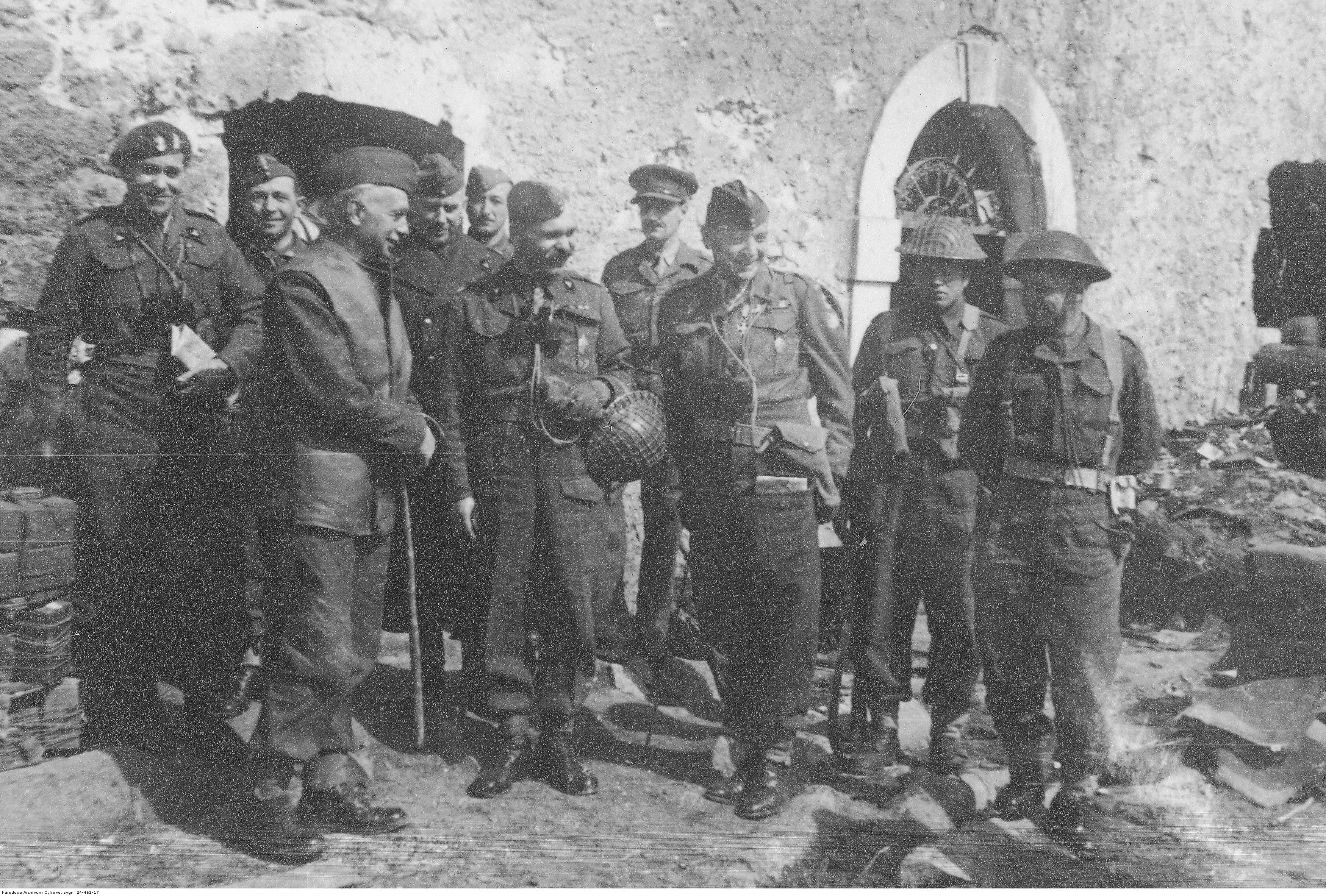
Wizyta Naczelnego Wodza gen. Kazimierza Sosnkowskiego na froncie włoskim; kwiecień 1944 r. Naczelny Wódz gen. Kazimierz Sosnkowski (2. z lewej) z żołnierzami i oficerami 5 Kresowej Dywizji Piechoty. W pierwszym rzędzie widoczni m.in.: gen. Zygmunt Bohusz-Szyszko (1. z lewej), gen. Nikodem Sulik (3. z lewej) i płk Klemens Rudnicki (4. z lewej)

Od września 1941 do marca 1942 r. był dowódcą 13 pułku piechoty „Rysiów”. Od marca 1942 roku do czerwca 1943 roku był zastępcą dowódcy 7 Dywizji Piechoty w ZSRR i na Bliskim Wschodzie. Od czerwca do sierpnia 1943 roku pełnił obowiązki dowódcy 5 Kresowej Dywizji Piechoty w Armii Polskiej na Wschodzie, a od sierpnia 1943 roku do 1946 dowodził tą dywizją w II Korpusie Polskim. Dowodził jednostką na całym szlaku bojowym 2 Korpusu w kampanii włoskiej. 1 marca 1944 otrzymał awans na stopień generała brygady. Za bitwę pod Monte Cassino odznaczono go Krzyżem Złotym Orderu Wojennego Virtuti Militari i czterokrotnie Krzyżem Walecznych.
Po wojnie pozostał na emigracji w Wielkiej Brytanii. Był jednym z nielicznych polskich generałów, których wziął pod swoją opiekę brytyjski National Assistance Board – odmówił jednakże przyjęcia tygodniowych zapomóg w wysokości 2 funtów, określając je jako jałmużnę. Od kwietnia 1953 do śmierci w styczniu 1954 był przewodniczącym Związku Harcerstwa Polskiego działającego poza granicami Kraju.

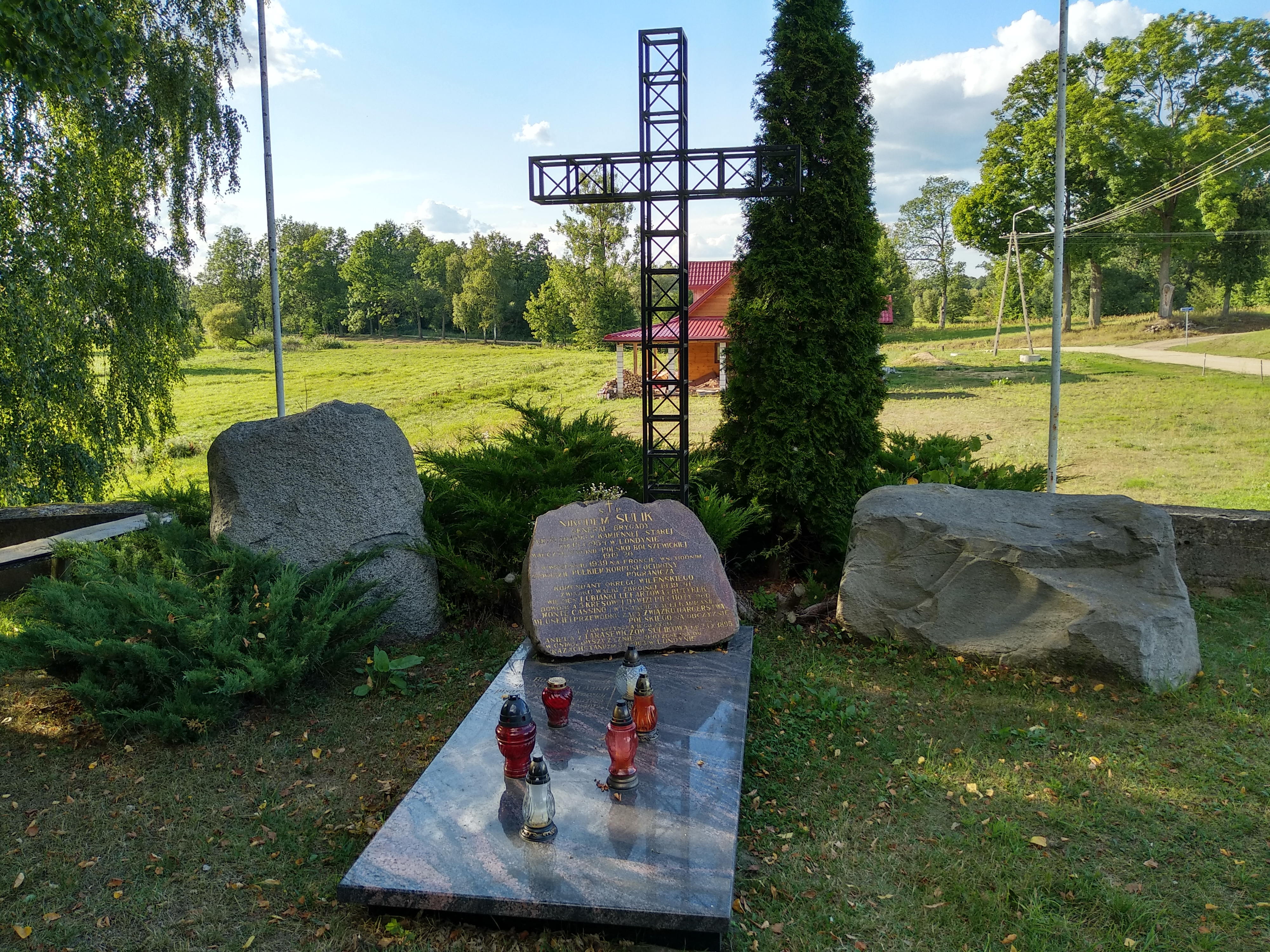
Grób generała Sulika we wsi Stara Kamienna na cmentarzu rzymskokatolickim z pocz. XVII w. obok kościoła Świętej Anny

Osiadł w Londynie, gdzie zmarł 14 stycznia 1954 r. i został pochowany na Cmentarzu Brompton w Londynie. 12 września 1993 r. odbyła się w Dąbrowie Białostockiej i we wsi Kamienna Stara uroczystość powitania w ojczyźnie i złożenia prochów gen. Sulika i jego małżonki Anieli do grobu przy kościele Świętej Anny w Starej Kamiennej.
2 sierpnia 1921 poślubił Anielę Tarasiewicz (1895–1963), z którą miał czworo dzieci: Zofię Żabę (1922–2018), Annę (1924–2015), która później została żoną Prezydenta RP na Uchodźstwie Kazimierza Sabbata, Marię Anielę (ur. 1925) i Bolesława (1929–2012).

## Awanse
- chorąży – 1 października 1915
- podporucznik – 25 stycznia 1919
- porucznik
- kapitan – 3 maja 1922 zweryfikowany ze starszeństwem z dniem 1 czerwca 1919 (w 1924 zajmował 1239 lokatę w korpusie oficerów piechoty)
- major – 18 lutego 1928 ze starszeństwem z dniem 1 stycznia 1928 i 201 lokatą w korpusie oficerów piechoty
- podpułkownik – ze starszeństwem z dniem 1 stycznia 1936 i 38. lokatą w korpusie oficerów piechoty[10]
- pułkownik – ze starszeństwem z dniem 1 lipca 1940
- generał brygady – 1 marca 1944

## Ordery i odznaczenia

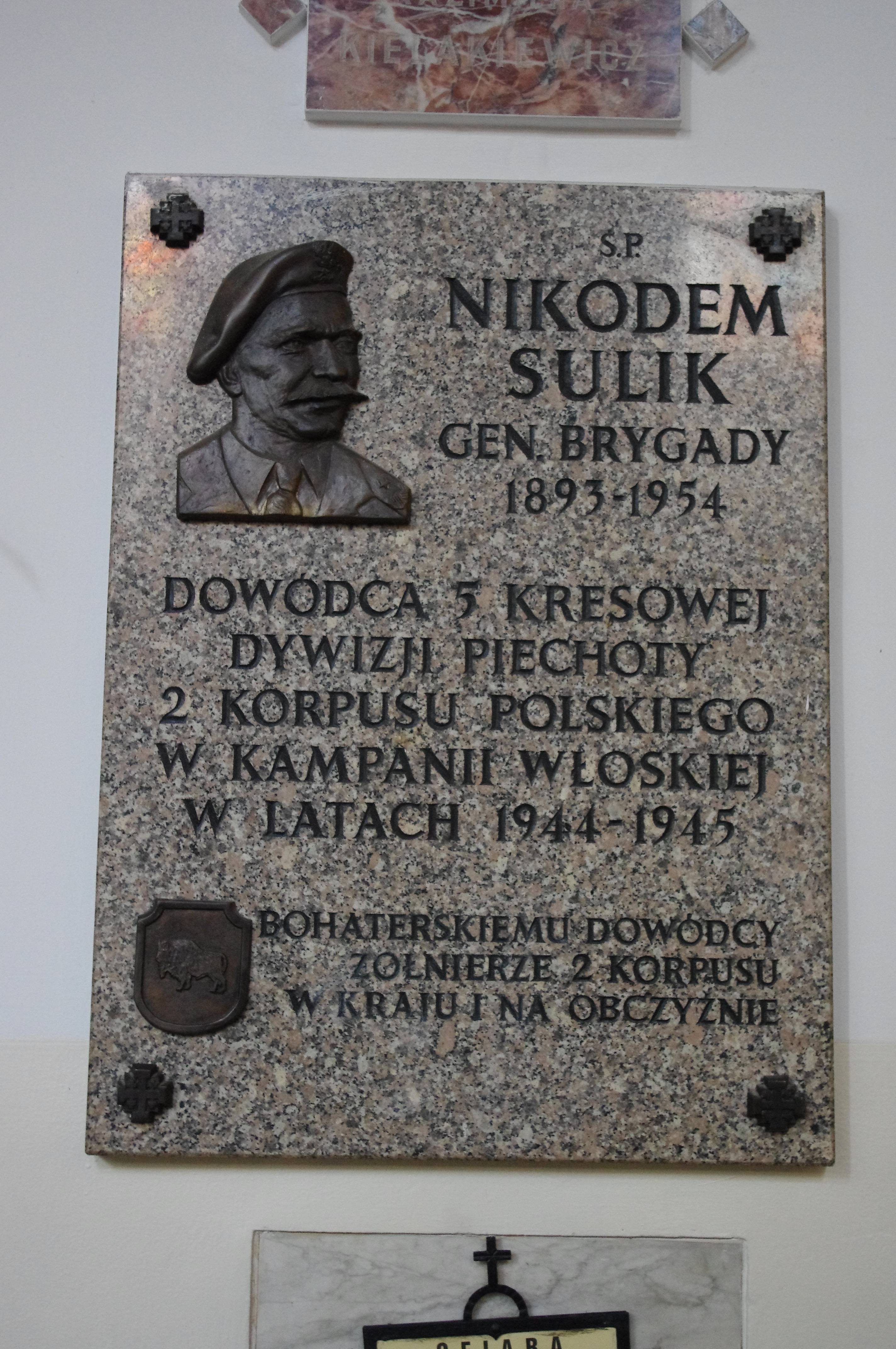
Tablica upamiętniająca Nikodema Sulika w Kościele św. Stanisława Kostki w Warszawie

- Tablica upamiętniająca Nikodema Sulika w Kościele św. Stanisława Kostki w WarszawieKrzyż Złoty Orderu Wojennego Virtuti Militari[3] nr 45 (23 lipca 1944)
- Krzyż Srebrny Orderu Wojskowego Virtuti Militari nr 4351 (1922)[11]
- Krzyż Komandorski Orderu Odrodzenia Polski (pośmiertnie, 18 stycznia 1954)
- Krzyż Niepodległości z Mieczami[12]
- Krzyż Kawalerski Orderu Odrodzenia Polski (10 listopada 1928)[13][14]
- Krzyż Walecznych (czterokrotnie, po raz pierwszy w 1921)[15]
- Złoty Krzyż Zasługi z Mieczami (14 czerwca 1943)[16]
- Złoty Krzyż Zasługi (18 marca 1933)[17]
- Medal Pamiątkowy za Wojnę 1918–1921
- Medal Dziesięciolecia Odzyskanej Niepodległości
- Krzyż Pamiątkowy Monte Cassino nr 5[18]
- Krzyż Armii Krajowej (pośmiertnie, 15 sierpnia 1967)
- Brązowy Medal za Długoletnią Służbę[a]
- Komandor Legii Zasługi (USA)[19]
- Komandor Orderu Imperium Brytyjskiego (Wielka Brytania)[20]
- Komandor Orderu śś. Maurycego i Łazarza (Włochy)[21]
- Krzyż Wojenny za Męstwo Wojskowe (Włochy)[22]

## Upamiętnienie
- Białystok – ulica im. gen. Nikodema Sulika wchodząca w skład Trasy Generalskiej.
- Jest patronem szkoły podstawowej w Lubyczy Królewskiej.
- Jest patronem Zespołu Szkół Liceum Ogólnokształcącego w Dąbrowie Białostockiej (podlaskie), upamiętnionym na muralu autorstwa Andrzeja Filipowicza, namalowanym wspólnie z Jakubem Horoszem i Patrycją Anastazją Zalewską[23].
- Jest patronem placówki Nadbużańskiego Oddziału Straży Granicznej we Włodawie[24].
- Białystok – mural gen. Nikodema Sulika[25] przy ul. Kawaleryjskiej 70/50, który powstał przy współpracy Fundacji Pro Anima i 18 Białostockiego Pułku Rozpoznawczego. Autorką i koordynatorką artystyczną projektu była Magdalena Pietraszko[26].